# Parafia Chrystusa Króla w Piekle
Parafia Chrystusa Króla w Piekle – parafia rzymskokatolicka w diecezji elbląskiej. Erygowana 1 września 1988 roku przez biskupa gdańskiego Tadeusza Gocłowskiego.
Na obszarze parafii leżą miejscowości: Piekło, Biała Góra. Tereny te znajdują się w gminie Sztum w powiecie sztumskim, w województwie pomorskim.

## Historia parafii
Kościół w Piekle został zbudowany w latach 1923–1928 z inicjatywy Polaków zamieszkałych w tejże miejscowości, leżącej wówczas na terenie Wolnego Miasta Gdańska. Poświęcenia świątyni dokonał 29 czerwca 1928 roku biskup Edward O’Rourke. W latach 1928–1976 kościół w Piekle był świątynią filialną parafii św. Mikołaja w Pogorzałej Wsi. Do roku 1972 kościół obsługiwali kapłani z Pogorzałej Wsi. 1 stycznia 1972 roku biskup gdański Edmund Nowicki ustanowił w Piekle stałego duszpasterza. 1 marca 1976 roku biskup Lech Kaczmarek ustanowił tutaj wikariat. 1 września 1988 roku erygowano parafię Chrystusa Króla.
Kościół w Piekle w latach 1928–1986 należał do dekanatu Nowy Staw, od 1986 do 1992 był częścią dekanatu malborskiego w diecezji gdańskiej. 25 marca 1992 został wyłączony z diecezji gdańskiej i włączony do nowo utworzonej diecezji elbląskiej oraz dekanatu Sztum.

## Duszpasterze i proboszczowie parafii
- 1972-1977 - ks. Henryk Maroń (od 1976 r. wikariusz ekspozyt)
- 1977-1985 - ks. Leon Hendzelewski (wikariusz ekspozyt)
- 1985-2014 - ks. Stefan Stankiewicz (1985-1988 - wikariusz ekspozyt, od 1988 proboszcz parafii)
- 2014-2019 - ks. mgr Radomir Sebunia
- od 2019 - ks. Andrzej Jaździewski